# Argonauta (sous-marin, 1914)
Pour les articles homonymes, voir Argonauta (sous-marin).
Le Argonauta est un sous-marin, exemplaire unique de sa classe, en service dans la Regia Marina, lancé en 1914 et ayant servi pendant la Première Guerre mondiale.

## Généralités
Le Argonauta - unité du type "double coque partielle" - était essentiellement basée sur le projet de la classe Medusa conçu par l'ingénieur Cesare Laurenti au chantier naval Fiat San Giorgio de La Spezia, mais elle présentait des différences substantielles avec ce dernier,.
En fait, à la demande des Russes (qui avaient commandé l'unité), certaines modifications ont été apportées afin d'améliorer les qualités du sous-marin et d'éliminer certains défauts de la classe Medusa,. Un deuxième périscope a donc été installé et la tourelle (kiosque) a été modifiée en conséquence; puis la chambre de manœuvre a été agrandie et un nouveau compas à réflexion et un dispositif novateur de signalisation sous-marine ont été installés; la cale a été équipée de nouvelles pompes et des gouvernails horizontaux rétractables ont été introduits,. Les moteurs ont également été révisés, véritable point faible de la classe Medusa en raison de leur faible fiabilité,.

## Caractéristiques
Le Argonauta déplaçait 255 tonnes en surface et 305 tonnes en immersion. Le sous-marin mesurait 45,15 mètres de long, avait une largeur de 4,2 mètres et un tirant d'eau de 3,05 mètres. Il avait une profondeur de plongée opérationnelle de 40 mètres. Leur équipage comptait 2 officiers et 22 sous-officiers et marins.
Pour la navigation de surface, le sous-marin était propulsé par deux moteurs essence FIAT de 350 chevaux-vapeur (cv) (257 kW) chacun entraînant 2 arbres d'hélices. En immersion, chaque hélice était entraînée par un moteur électrique Savigliano de 225 chevaux-vapeur (165 kW). Il pouvait atteindre 14 nœuds (26 km/h) en surface et 9,9 nœuds (18,3 km/h) sous l'eau. En surface, le Argonauta avait une autonomie de 1 600 milles nautiques (2 963 km) à 8 noeuds (14,8 km/h); en immersion, il avait une autonomie de 120 milles nautiques (222 km) à 3 noeuds (5,6 km/h).
Le sous-marin était armé de 2 tubes lance-torpilles à l'avant de 45 centimètres, pour lesquels il transportait un total de 4 torpilles. Il était également prévu le montage d'un canon de 76/30 mm mais il n'a jamais monté.

## Construction et mise en service
Le Argonauta est construit par le chantier naval de FIAT-San Giorgio de Muggiano à La Spezia en Italie, et mis sur cale le 11 mars 1913. Il est lancé le 5 juillet 1914 et est achevé et mis en service le 18 février 1915. Il est commissionné le même jour dans la Regia Marina.

## Historique
Au départ, le F 43 a été construit sur commande de la Marine impériale russe (marine tsariste), véritable admirateur de l'industrie sous-marine italienne, et baptisé Svyatoi Georgiy (Saint Georges).
Cependant, le F 43 n'a jamais été livré. En effet, au moment de son achèvement, la Russie, ainsi que la France et la Grande-Bretagne, avaient déclaré la guerre aux Empires Centraux; encore neutre, l'Italie ne pouvait donc pas livrer l'unité afin de ne pas compromettre ses relations internationales avec l'Empire austro-hongrois et l'Allemagne. La Russie s'est montrée plus que sympathique et a abandonné le sous-marin qui, en décembre 1914, a été acheté par la Regia Marina et baptisé Argonauta,,.

### L'affaire Belloni
L'ingénieur Angelo Maria Belloni, employé par le chantier naval Fiat San Giorgio comme responsable des essais en mer des nouveaux sous-marins, a été unanimement considéré comme l'un des meilleurs experts au monde dans son domaine. En fait, sa connaissance de chaque composant des sous-marins qu'il a testés et l'habileté avec laquelle il a effectué les tests étaient reconnues; ces qualités lui ont valu l'estime de tout le chantier naval et des chefs des marines mondiales qui ont acheté les unités lancées par le chantier naval de Muggiano. Cependant, dans sa jeunesse, il avait montré des tendances irrédentistes marquées qui ont culminé dans des discours incendiaires lors de ses visites à Trieste et en Croatie au début des années 1900, tendances qui, lorsqu'il s'est installé à La Spezia, ont été accentuées par les cercles futuristes et les discours pro-guerre de Gabriele D'Annunzio.
Au début de la Première Guerre mondiale, dégoûté par les hésitations de la classe politique quant à une éventuelle participation de l'Italie au conflit, il planifia une entreprise qui aurait dû représenter le casus belli pour un conflit contre l'Empire austro-hongrois et la libération consécutive des populations italiennes et slaves encore sous le joug impérial: sortir en douce du sous-marin F 43 (dont il était le commandant provisoire pour les essais), se rendre dans un port français en Corse pour y ravitailler en torpilles et atteindre l'Adriatique où il attaquerait les navires austro-hongrois au mouillage près de Pula,,.
Il s'est appuyé sur la presse qui, selon lui, aurait donné tant d'importance à l'affaire qu'elle aurait convaincu l'opinion publique de se mobiliser en faveur de la guerre. En réalité, l'impact médiatique n'a pas été de nature à mobiliser les masses, mais il aurait rendu une partie des Italiens convaincus que l'attitude ambiguë envers la guerre était un signe de l'insuffisance de la classe politique italienne,.
Le projet de Belloni a débuté vers la fin du mois de septembre, lorsque le F 43 devait entreprendre la phase finale des essais. Le départ, qui avait été reporté de quelques jours, a eu lieu le 3 octobre, et personne dans le port ne s'est douté de rien lorsque le sous-marin a quitté le port, puisque pour cette journée des tests étaient prévus qui auraient maintenu le navire en mer pendant environ trois heures. Belloni avait laissé l'équipage de 15 hommes complètement dans l'ignorance de ses plans et ce n'est qu'après son départ qu'il mentionna quelques ordres secrets qui lui avaient été envoyés et qui lui confiaient une mission importante. Dans la soirée du 3 octobre, Belloni est arrivé en vue du port de L'Île-Rousse, où les autorités françaises ont accepté de laisser le sous-marin amarrer dans le port pour la nuit. Le lendemain matin, Belloni a mis le cap sur Ajaccio, où les autorités portuaires ont autorisé le sous-marin, considéré comme un navire de la marine marchande puisqu'il n'était pas armé, à reprendre la mer le soir même. Cependant, immédiatement après avoir quitté la ville corse, certains membres de l'équipage ont commencé à soupçonner que quelque chose n'allait pas et ont donc commencé à interroger Belloni sur le but réel de cette mission; à ce moment-là, l'ingénieur, se rendant compte que sa mission était trop risquée et qu'il ne pouvait pas impliquer l'équipage inconscient dans ses plans, a décidé de retourner à Ajaccio où il a été détenu jusqu'à l'arrivée des autorités italiennes,,.
A son retour en Italie, Belloni fut jugé pour le vol du F 43 mais cela se termina par l'acquittement de l'accusé pour l'inexistence du crime, grâce aussi à quelques sympathies suscitées dans l'opinion publique qui était désormais de plus en plus favorable à la participation à la guerre.

### Service
Le sous-marin a été acheté par la Regia Marina en décembre 1914. En février 1915, il est affecté au IIe Escadron de sous-marins et le 1er mars, il est transféré à Brindisi, où il devient chef d'escadron sous les ordres du capitaine de frégate (capitano di fregata) Carlo Cattaneo.
Au début de la Première Guerre mondiale, il est stationné à Ancône, sous les ordres du capitaine de corvette (capitano di corvetta) Vaccaneo.
Ses débuts dans la guerre furent plutôt malchanceux: le 24 mai 1915, il se trouve en effet dans le port d'Ancône (selon les ordres, ce jour-là, il aurait dû être en embuscade défensive dans les eaux devant cette ville) lorsque des navires de la k.u.k. Kriegsmarine commence à bombarder lourdement la ville. Le commandant essaie de sortir du port pour intercepter les attaquants mais la coque, comme l'indique le journal de bord, est restée "obstruée par un câble placé en travers de l'entrée du port et insuffisamment relâché".
Le commandant n'a donc qu'à regarder impuissant la flotte ennemie s'éloigner; il faut cependant noter que c'est probablement aussi l'observation du Argonauta, ainsi que l'arrivée du dirigeable Città di Ferrara, qui ont incité les navires ennemis à suspendre le bombardement et à revenir.
En 1916, le commandement revient au lieutenant de vaisseau Giulio Diaz et le Argonauta prend base à Venise,,,.
Le 15 février de cette année-là, il tombe sur un avion italien forcé d'amerrir et le remorque jusqu'à Ancône,,..
Au début de 1917, le Argonauta, encadré dans le Ier Escadron de Venise, a toujours pour commandant le lieutenant de vaisseau Diaz.
Le 11 septembre 1917, en prévision du transfert de Trieste à Pula des anciens cuirassés austro-hongrois Wien et Budapest, il est déployé en embuscade au large de Porec, mais ne voit pas de navires ennemis.
En 1918, le sous-marin, sous le commandement du lieutenant de vaisseau Antonio Legnani, est redéployé à Porto Corsini,,.
Le 3 juillet, il lance une torpille contre un destroyer austro-hongrois de la classe Huszár, mais la torpille, défectueuse, a dévié de sa trajectoire et n'a pas atteint sa cible,,.
Il opère également dans la recherche et la détection de champs de mines ennemis dans les eaux de Zadar, Premuda, Škarda et Dalmatie, des missions à haut risque,.
Pendant la guerre, il a accompli un total de 112 missions,.
Il reste dans le nord de l'Adriatique même après la fin du conflit, opérant pendant un certain temps dans des zones non encore démobilisées et passant des périodes au travail. Pendant cette période, il est basé alternativement à Pula et à Venise,.
Le 1er octobre 1925, il est affecté à la division sous-marine; il est employé à l'entraînement et participe aux concours d'attaque et de lancement de torpilles,.
Le 23 mars 1928, il est déclassé, après quoi il est radié le 29 mars 1928,, et mis au rebut.